# 黄濬 (1890年)

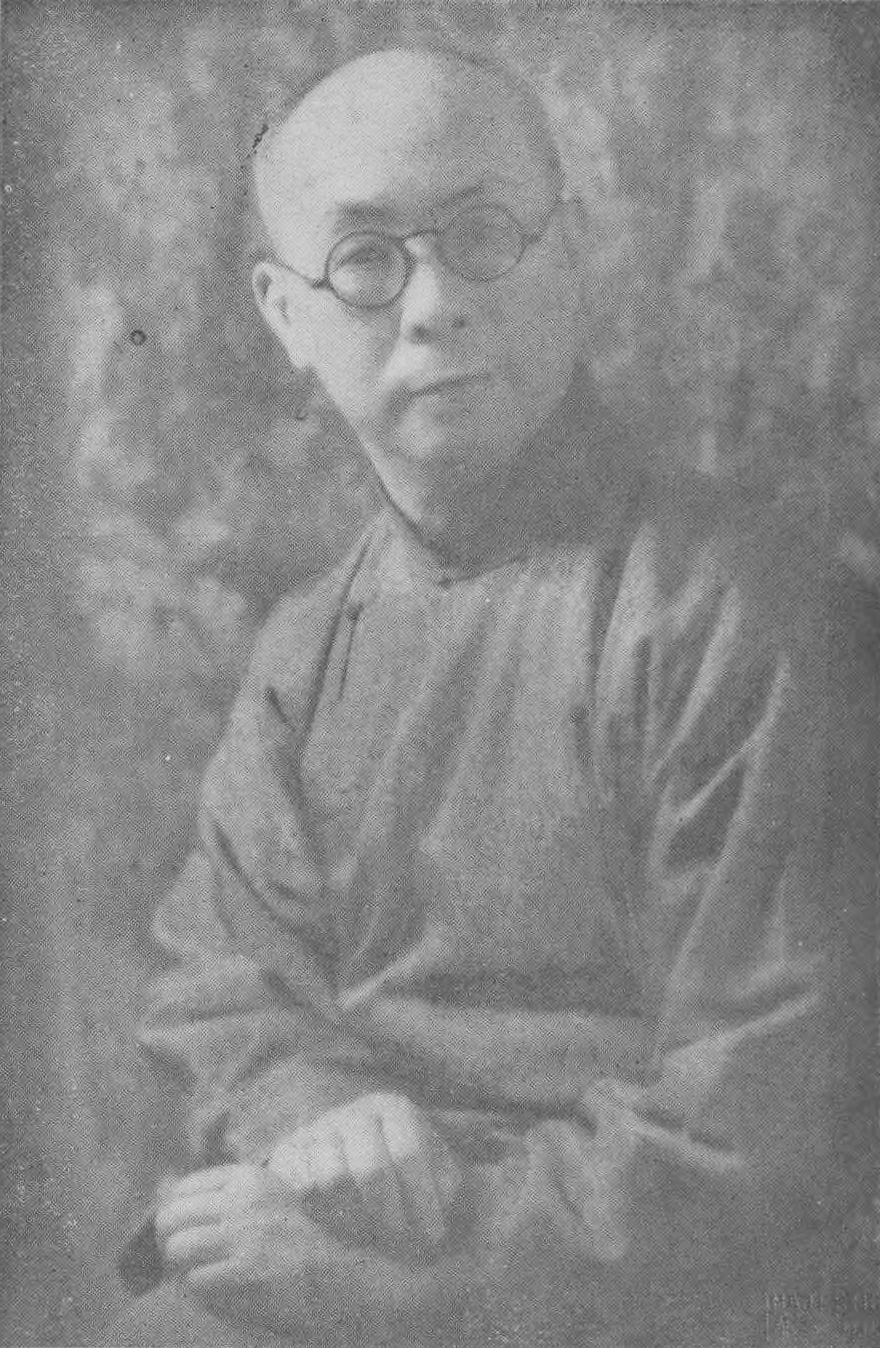
黄濬

黄濬（1890年—1937年8月26日），又名黄浚，字哲維，號秋岳，室名花隨人聖庵，福建福州人，祖籍福建台灣省台北府新竹縣，中华民国文官、诗人。

## 生平
黃濬自幼生於台灣清治時期相當少見的科舉士大夫家族，其父黃彥鴻曾參加光緒二十四年（1898年）戊戌年科舉，並登上金榜二甲賜進士出身85名，官至軍機章京行走。因此在幼時耳濡目染之下，養成深厚的古典文字功力。少負才名，四歲識字 ，七歲能詩，九歲便可懸腕作擘窠大字，甚有“神童”之譽。
後因清廷於甲午戰爭中戰敗，於光緒二十一年（1895年）割讓台灣暨澎湖群島。而清日馬關條約第五條明定：割讓土地內居民能任聽其遷移界外與變賣資產，唯條約批准2年後該地的居民酌宜視為日本臣民。於是黃濬便與其家族內遷至福建省福州定居。未來若順利跟隨其父中舉，亦是一名科舉菁英。但好景不常，清廷自光緒三十年（1904年）舉辦甲辰年恩科科舉之後，科舉制度正式廢除，黃濬亦就此失去就制度下的晉升之階。於是在十五歲（1902年）時到北京，就讀於京師譯學館。
因其年少聰慧，頗受在京的陳寶琛，嚴復，林紓等福建同鄉父執所賞識。其後，他又以才名受知於當時的政界巨擘梁啟超 ，並與詩壇領袖樊增祥，陳三立，傅增湘，羅癭公，以及書畫俊彥，文人學士，如楊度，陳師曾，張大千，徐志摩，况周頤等時相往還。黃秋岳工詩文 ，汪國垣《光宣詩壇點將錄》，陳衍《石遺室詩話》對黃都有很高的評價，使得他才名遠播，齊如山也稱其為黃老師，羅癭公視其後生可畏。福建一批才子中，其中一個叫梁鴻志 ，他誰都看不起，卻獨佩服黃秋岳。另外，黃濬與梅蘭芳亦是交遊甚多，甚至於還幫梅蘭芳排戲編劇、處理文牘。梅蘭芳在演霸王別姬時，黃秋岳把那段歷史給他講透，虞姬的性格也就悟出來了，演起來得心應手，並成一代名角。
從譯學館畢業後，清廷授以七品章京銜，分發至郵傳部任職。後到中華民國北洋政府時期，先後在陸軍部、交通部、財政部任秘書、僉事、參事及國務院參議。北洋政府覆滅後，蟄居京華，一度出任《京報》主筆。二十世紀三十年代前後，黃濬以其在掌故，考據方面的厚實學養，在《中央時事周報》雜志連載其筆記體文章，後成《花隨人聖盦摭憶》一書。該書對晚清以迄民國諸多大事如甲午戰爭，戊戌變法，洋務運動，洪憲稱帝，張勳復辟均有涉及。內容廣博，雜采時人文集，筆記，書玌，公牘，密電，且因其特殊身份，及多自身經歷，耳聞目睹，加之議論不凡及文筆優美，讀之有味，被認為民國筆記中罕有此功力者，頗受史學家陳寅恪青睞，及時人推荐，咸認為此書是一流筆記著作兼史料價值極高。
黃濬得到福建同鄉國民政府主席林森的援引，1932年由北京南下到國民黨中央政治會议任秘书，1936年在南京政府任行政院簡任秘書。其時在日本駐南京總領事須磨彌吉郎，是個中國通，向以靠攏軍部，及强調對華執武力威脅而聞名。看準黃濬以名士自居，經常出入夫子廟為歌女捧場，加以妻妾兩房，妾叫梁翠芬，是北京八大胡同的第一名妓，入不敷出，錢不夠花。須磨彌吉郎最初以請教漢詩為名接近黃秋岳，施以小恩小惠加以收買，使其按時提供行政院的有關情報(後來黃濬的姨太太梁翠芬親口証實其為了金錢出賣情報與日方事，黃與敵方互通消息的方式，是在飯館裏見面，各自吃飯，互不講話，飯完後，便把對方掛在衣帽鈎上的帽子拿走，情報就藏在帽子的內沿裏)。
1937年7月27日，国民政府海军部长陈绍宽奉命在行政院会议上提出报告，將实施在长江江阴段沉船以封锁航道的计划（江陰封鎖），使长江之大日本帝國海軍舰船无法逃脱。時任行政院簡任秘書的黄濬當日担任行政院会议记录，当晚即将此事透露给日本間諜，消息于是泄露，使汉口一带日舰、日侨先期退出。國民政府軍事委員會委員長蒋介石严令彻查。特警二队队长丁克勤分析黄濬嫌疑最大，後為谷正伦利用黄濬家的女仆莲花所破獲。
1937年8月26日，黃濬以叛国罪被處以死刑，公开处决，同死者还有其长子黄晟及同黨十余人。

## 著作
黃著有《壶舟笔记》、《花隨人聖盦摭憶》，其中《花隨人聖盦摭憶》原是黄生前在《中央时事周报》杂志上连载的笔记体文章，后来在1943年由掌故学家瞿兑之在北平将其辑录成书，共423篇，达45万言。
黃濬与梁鸿志同为陈衍的得意门生，以“才气横溢，诗工尤深”知名，著有《聆风簃诗》存世。汪辟疆《光宣以来诗坛旁记》中称"黄秋岳如凝妆中妇，仪态万方"。陈寅恪亦盛赞黄濬《大觉寺杏林》诗中“绝艳似怜前度意，繁枝犹待后游人”。
陈寅恪为《花隨人聖盦摭憶》題詩：“世乱佳人还作贼，劫终残帙幸余灰。”

## 江陰封鎖洩密案事件
- 一說透過日本駐南京總領事須磨彌吉郎所獲得情報。[4]
- 有關江陰要塞封鎖線洩密一案，依據名記者兼作家曹聚仁，在其撰寫的時評文章《也談黃秋岳》一文中，他認為：｢黃濬先生以文士散漫習氣，終於替日方做情報工作，那是事實。但做情報工作，乃是他做中央政治會議秘書的時期。他實在很懶，只是把政治會議的决議案原封不動地交給日本使舘。這樣，日本方面所公布的有關國民政府的政治會議决議案，和南京方面一樣迅速，引起了國民政府當局的懷疑。經過偵察，知道和黃濬的秘書工作有關。因此，1935年春天，便把黃濬從中央政治會議的秘書的職位上調開，他就失去了參與機密的機會了 。｣又說：｢1937年8月間，日方已有在沿海作戰的計劃，因此，把他們在長江的海軍集中到長江下游來。他們的軍艦下駛，比國軍沉船封江早一星期，所以用不着黃濬父子來送情報的。到了今天，還說黃濬父子出賣長江封鎖計劃，也就等於說九一八之夕，張學良還陪着胡蝶跳舞一樣，不合事實。｣[2]